# سرية المراسلات
سرية المراسلات (بالألمانية: Briefgeheimnis، وبالفرنسية: secret de la correspondance)، أو ما يُترجم حرفيًا إلى سرية الرسائل، مبدأ قانوني أساسي مُكرس في قوانين العديد من الدول الأوروبية. يضمن هذا المبدأ عدم الكشف عن محتوى الرسائل المختومة، وعدم فتح الرسائل المرسلة من قِبل المسؤولين الحكوميين أو أي طرف ثالث. ويُعدّ حق الفرد في خصوصية رسائله الأساس القانوني الرئيسي لافتراض سرية المراسلات.

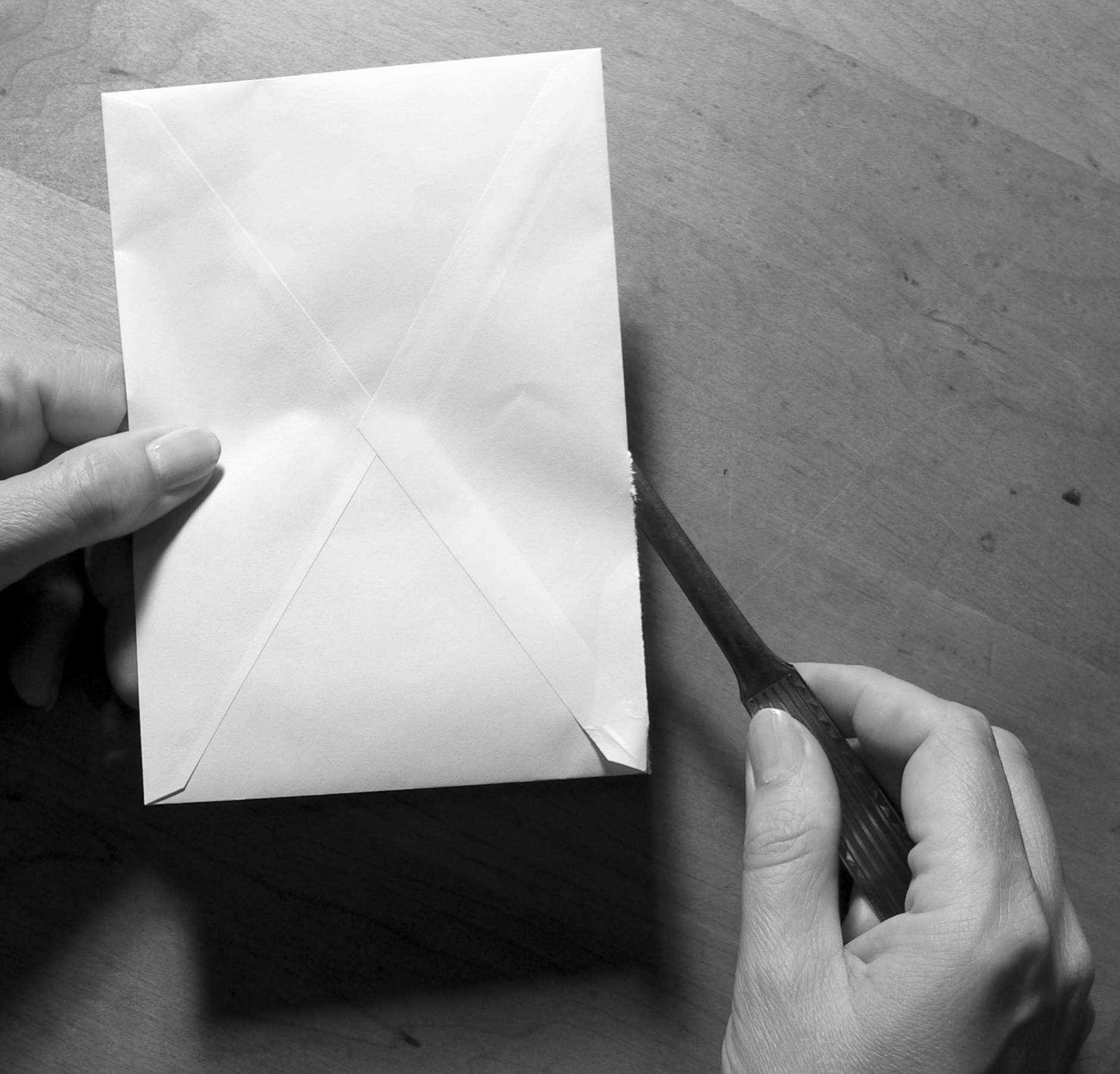
يعتبر من يفتح رسالة قبل تسليمها أرتكب جريمة التعدي على خصوصية الآخرين

تم توسيع نطاق هذا المبدأ ليشمل أشكالًا أخرى من الاتصالات، بما في ذلك الاتصالات الهاتفية والإلكترونية عبر الإنترنت، إذ يُعتقد عمومًا أن الضمانات الدستورية تشمل هذهِ الأشكال أيضًا. ومع ذلك، قد تسمح قوانين خصوصية الاتصالات الوطنية بالتنصت القانوني، أي التنصت على الاتصالات الإلكترونية ومراقبتها في حالات الاشتباه في ارتكاب جريمة. ظلت الرسائل الورقية، في معظم الولايات القضائية، خارج النطاق القانوني لمراقبة جهات إنفاذ القانون، حتى في حالات "التفتيش والمصادرة المعقولة".
عند تطبيقه على الاتصالات الإلكترونية، لا يحمي هذا المبدأ محتوى الرسالة فحسب، بل يحمي أيضًا معلومات متى وإلى من أُرسلت أي رسائل (إن وُجدت) (مثل سجلات تفاصيل المكالمات)، وفي حالة الاتصالات المتنقلة، معلومات موقع الوحدات المتنقلة. ونتيجةً لذلك، في الولايات القضائية التي تُطبق ضمانة على سرية الرسائل، تتمتع بيانات الموقع التي تُجمع من شبكات الهواتف المحمولة بمستوى حماية أعلى من البيانات التي تُجمع بواسطة أنظمة تحديد المواقع عن بُعد للمركبات أو تذاكر النقل.

## الولايات المتحدة

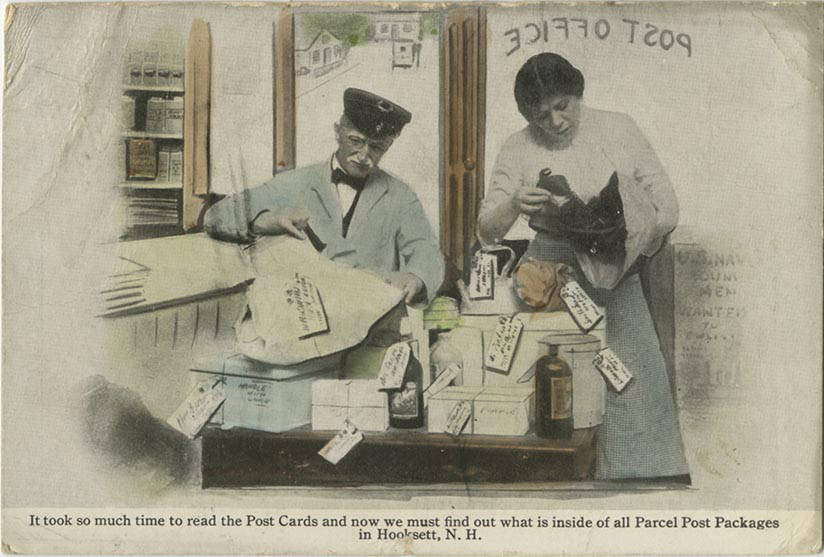
بطاقة بريدية فكاهية؛ "لقد استغرقت قراءة البطاقات البريدية وقتًا طويلاً، والآن يجب أن نكتشف ما بداخل جميع الطرود البريدية"

في الولايات المتحدة، لا يوجد ضمان دستوري محدد بشأن خصوصية المراسلات. تُستمد سرية الرسائل والمراسلات من خلال التقاضي بموجب التعديل الرابع لدستور الولايات المتحدة. في قضية عام 1877، قضت المحكمة العليا الأمريكية بما يلي: (لا يمكن لأي قانون يصدره الكونجرس أن يضع في أيدي المسؤولين المرتبطين بخدمة البريد أي سلطة لانتهاك سرية الرسائل والطرود المختومة في البريد؛ ويجب أن تكون جميع اللوائح المعتمدة فيما يتعلق بأمور البريد من هذا النوع خاضعة للمبدأ العظيم المنصوص عليه في التعديل الرابع للدستور.)
امتدت حماية التعديل الرابع من الدستور الأمريكي إلى ما هو أبعد من المنزل في حالات أخرى. وخلافًا لغيره من الولايات القضائية، فإنه لا يحمي الأجانب في الخارج. في قضية المحكمة العليا "كاليفورنيا ضد غرينوود"، دُعيَ إلى أن حماية مماثلة لتلك الممنوحة للمراسلات تمتد لتشمل محتويات صناديق القمامة خارج المنزل، على الرغم من أن هذا الطرح باء بالفشل. وكما هو الحال مع جميع الحقوق المستمدة من التقاضي، فإن سرية المراسلات تخضع للتأويل. ووفقًا لسابقة المحكمة العليا، فإن الحقوق المستمدة من التعديل الرابع مقيدة بالشرط القانوني المتمثل في "التوقع المعقول للخصوصية".

## روابط خارجية
- Back when spies played by the rules by David Kahn, New York Times – A history of the secrecy of letters